# 1845 (numero)
Milleottocentoquarantacinque (1845) è il numero naturale dopo il 1844 e prima del 1846.

## Proprietà matematiche
- È un numero dispari.
- È un numero composto da 12 divisori: 1, 3, 5, 9, 15, 41, 45, 123, 205, 369, 615, 1845. Poiché la somma dei suoi divisori (escluso il numero stesso) è 1431 < 1845, è un numero difettivo.
- È esprimibile come somma di due quadrati: 1845 = 324 + 1521 = 182 + 392.
- È un numero congruente.
- È un numero nontotiente in quanto dispari e diverso da 1.
- È un numero odioso.
- È parte delle terne pitagoriche (172, 1845, 1853), (405, 1800, 1845), (756, 1683, 1845), (984, 1845, 2091), (1107, 1476, 1845), (1148, 1845, 2173), (1197, 1404, 1845), (1845, 2184, 2859), (1845, 2460, 3075), (1845, 4000, 4405), (1845, 4428, 4797), (1845, 7452, 7677), (1845, 8200, 8405), (1845, 12540, 12675), (1845, 13776, 13899), (1845, 20972, 21053), (1845, 22656, 22731), (1845, 37800, 37845), (1845, 41492, 41533), (1845, 63024, 63051), (1845, 68068, 68093), (1845, 113460, 113475), (1845, 189108, 189117), (1845, 340400, 340405), (1845, 567336, 567339), (1845, 1702012, 1702013).

## Astronomia
- 1845 Helewalda è un asteroide della fascia principale del sistema solare

## Astronautica
- Cosmos 1845 è un satellite artificiale russo.